# ジョナサン・カーネイ
ジョナサン・カーネイ（Jonathan Carney、1963年 - ）は、アメリカのヴァイオリニスト、指揮者。

## 略歴
ニューヨークのジュリアード音楽院を卒業後、ロンドンの王立音楽大学においてクリスティン・デティア、イヴァン・ガラミアンに学ぶ。マイケル・ナイマン・バンドやバラネスク・カルテットでの前衛的な音楽活動の後、1991年にウラディーミル・アシュケナージの推挙によりロイヤル・フィルハーモニー管弦楽団のコンサートマスターとなり、2001年までソリスト、指揮者としても活躍する。 これと並行して1994年から2000年までボーンマス交響楽団のコンサートマスターをつとめ、2002年からボルティモア交響楽団のコンサートマスターに就任している。日本ではロイヤル・フィルハーモニー管弦楽団の多くの自主制作盤の指揮、演奏で知られる。